# Pimientos asados

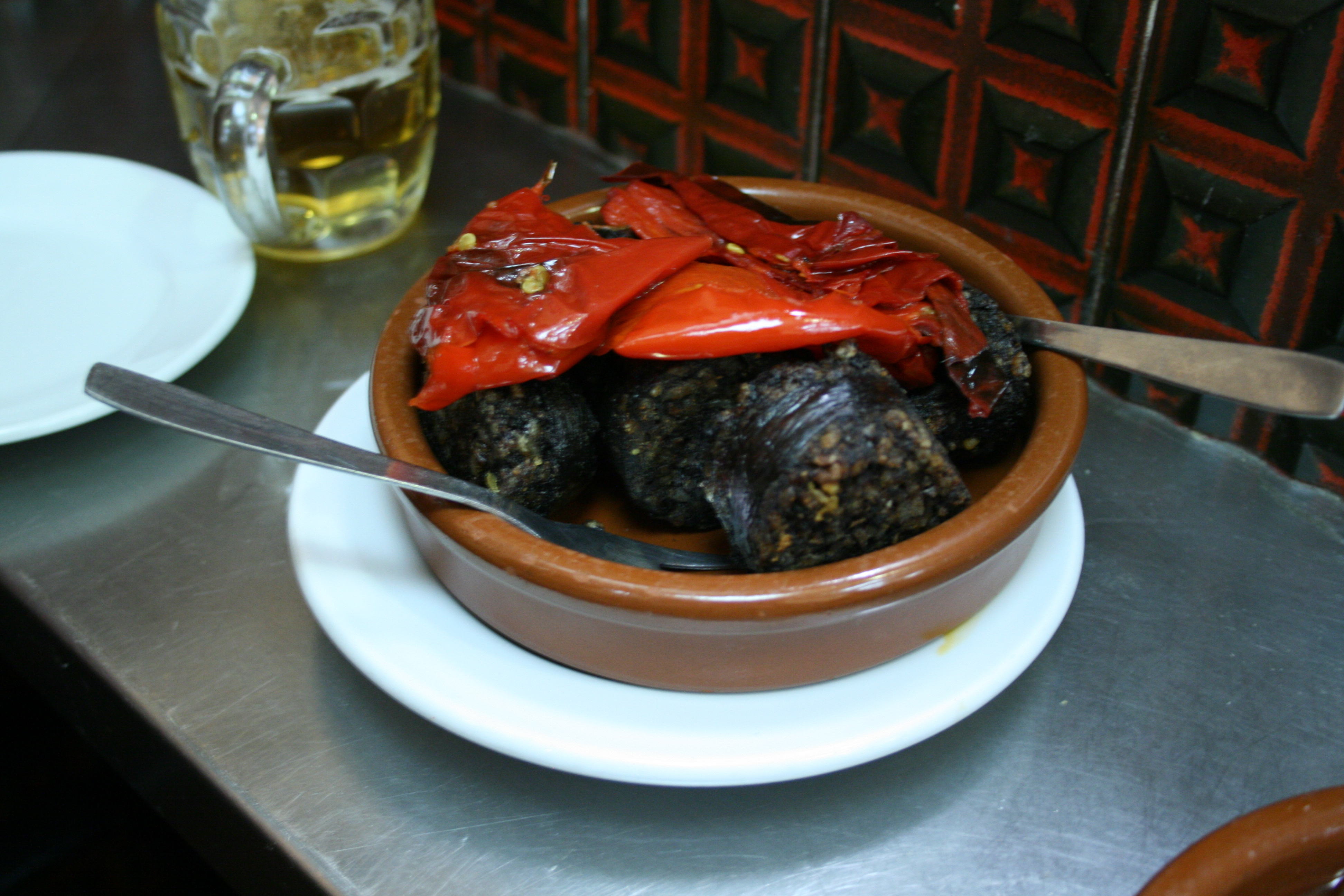
Unos pimientos asados servidos con unas morcillas de Burgos.

El pimiento asado (generalmente en plural pimientos asados) son una preparación culinaria realizada con ciertos pimientos (Capsicum). Consiste en una exposición de las hortalizas a una fuente de calor intensa, permitiedo que se cueza en su propio jugo. Es habitual en muchas cocinas del mundo, donde la preparación suele llevar algún otro ingrediente o especia propia de la zona.

## España
En la cocina española, los pimientos asados forman parte de platos como la ensalada de pimientos malagueña, escalivada catalana, el esgarraet valenciano (pimientos asados, pelados y limpios de semillas que se cortan en tiras de unos 2 por 5 cm) y el bacalao a la riojana.